# أبو طلحاية
أبو طلحاية بلدة موريتانية وإحدى بلديات ولاية تكنت.